# I pistoleros di Casa Grande
I pistoleros di Casa Grande (Gunfighters of Casa Grande) è un film del 1964 diretto da Roy Rowland.

## Trama
Un giocatore d'azzardo di nome Joe Daylight vince una partita di poker, progettando di guidare la mandria attraverso il Rio Grande in Texas, vendere il bestiame e lasciare il ranch alle spalle. Assume in mani locali, ma durante il viaggio scopre l'inganno.